# Скиба Григорій Андрійович
Григорій (Гас) Андрійович Скиба (10 січня 1893, Дептівка — 10 квітня 1956) — український військовий діяч, козак 4-ї Сірожупанної дивізії Армії УНР. Провідник ОУН(б) на Конотопщині.

## Життєпис
Народився у селі Дептівка під Конотопом 1893 у родині станових козаків.

### Перша світова війна
Телеграфіст за фахом, у Першу світову війну Скиба мобілізований до російського імператорського війська і скерований до 4-го окремого телеграфно-кабельного відділення 34-ї піхотної дивізії, у складі якого перебував на фронті до літа 1917 року. Наприкінці війни повернувся до рідного села, а через деякий час влаштувався поштово-телеграфним урядовцем у с. Велика Топаль Новозибківського повіту Чернігівської губернії. Саме на залізниці Гриць став свідком доленосних подій: проголошення незалежності УНР і початку війни з більшовиками.

### Доба УНР
Досить довго лише спостерігав за подіями, що відбувались в Україні, але влітку 1919 вирішив діяти. Спершу загорівся ідеєю боронити власне село від окупантів і вступив до повстанського загону отамана Сорочинського. Однак вже за місяць колишній телеграфний урядник збагнув, що доля України вирішується не в селі Дептівка. У серпні 1919 Григорій долає сотні кілометрів, аби дістатися фронту. Зголошується на службу до 4-ї Сірожупанної дивізії Армії УНР, у лавах якої б'ється проти червоноармійців. Восени 1920, разом з українською армією, відступає на територію Польщі, де потрапляє до таборів інтернованих.

### Еміграція в Польщу та арешт в СССР
На чужині хлопець намагається знайти роботу телеграфістом, але марно. Доводиться працювати на будівництві залізниць і лісорозробці. У 1923 Григорій повертається в Україну і одразу потрапляє в поле зору ГПУ. Аби не привертати до себе надмірної уваги, колишній козак Армії УНР селиться на віддаленому від Конотопу хуторі. Однак «залягти на дно» так і не вдалося. У 1930 Скибу заарештовують і засуджують до 5 років ГУЛАГу. Покарання відбував у Норильських таборах, де провів 3,5 роки. У 1933 повернувся до України та оселився у м. Кривий Ріг, працював бухгалтером у «Криворіжбуді». Однак і тут, далеко від рідної Конотопщини, його викривають чекісти. Яким було друге покарання, і чи відбув його Скиба повністю — невідомо.

### Друга світова війна
Під час Другої світової війни конотопець знову з'являється у Кривому Розі. Після захоплення міста німцями він влаштовується на роботу до статистичного відділу міської управи, де знайомиться з іншим ветераном Армії УНР — поручником Петром Петієм. Саме Петій наприкінці грудня 1941 переконав Григорія вступити до ОУН (б). Працюючи у міській управі, Скиба вербував своїх колег та відвідувачів з числа городян, до лав націоналістичного підпілля. Потенційних кандидатів у члени організації підбирав серед колишніх ветеранів визвольних змагань та репресованих. Активність Скиби помітило Гестапо. Німці заарештували його і 15 днів утримували у в'язниці. За браком доказів щодо причетності до ОУН (б) вийшов на волю. У лютому 1944, після захоплення Кривого Рогу частинами РСЧА, більшовики розпочали арешти криворізьких націоналістів. Григорій перейшов на нелегальне становище і за підробними документами виїхав до Конотопа, де замешкав у своєї сестри і навіть зміг влаштуватися на роботу шкільним сторожем. Поява невідомого інтелігента, що сторонився радянських установ, привернула увагу міліції. У червні 1944, під час міліцейської облави, Григорій Скиба був затриманий як особа без паспорта. На допиті в міліції заявив, що паспорт загубив, відтак був направлений до військкомату, який скерував його на будівництво.

Меморіальна дошка Григорію Скибі у Конотопі

### Розбудова підпілля
Попри своє хитке становище, перебуваючи під постійним стеженням, Григорій почав самостійно гуртувати довкола себе конотопських самостійників і шукати виходи на українське підпілля. Досить скоро він налагодив листування зі своїм братом Яковом. Не зважаючи на те, що брати не спілкувалися багато років, виявилось, що Яків служить зв'язковим в ОУН(б). Через нього Гриць вийшов на крайовий провід, який очолював колишній ветеран визвольного руху, а на той час вже завербований агент НКВД «Свій» — Михайло Захаржевський. За 2 роки роботи в підпіллі Скибі вдалось розбудувати націоналістичну мережу не лише у Конотопському районі, але й на значній території Сумської і Чернігівської областей. Весь цей час, не усвідомлюючи пастки до якої потрапив, колишній сірожупанник перебував під ковпаком чекістів. Щойно Скиба перейшов до формування боївок — його заарештували. Але й чекістський провокатор Михайло Захаржевський був ліквідований СБ ОУН на Волині — завдяки спецоперації, проведеній повстанкою Людмилою Фоя.

### Новий арешт і загибель у ГУЛАГу
1946 рік став останнім роком перебування Григорія та Якова Скиб в Україні. Не зважаючи на численні допити, Грицько так і не зламався — він відмовився надавати вичерпну інформацію про підпілля ОУН(б) на Криворіжжі та Конотопщині. 1946 незаконно засуджений до 15 років ГУЛАГу і 5 років поразки у громадянських правах. Загинув у концтаборі.

## Вшанування
11 лютого 2017 у Конотопі силами Благодійного фонду «Героїка» відкрито меморіальну дошку на честь Григорія Скиби.